# Fausto Russo Alesi
Pour les articles homonymes, voir Russo et Alesi.
Fausto Russo Alesi (Palerme, 13 octobre 1973) est un acteur et metteur en scène italien.

## Biographie
Né à Palerme, Fausto Russo Alesi s'installe à Milan pour suivre ses études d'acteur, obtenant son diplôme en 1996 à l'École d'art dramatique Paolo Grassi.
Il travaille pendant plusieurs années au Piccolo Teatro de Milan, où il est dirigé par Luca Ronconi dans des œuvres telles que Le Songe d'une nuit d'été, Le Marchand de Venise, Sainte Jeanne des Abattoirs, Il silenzio dei comunisti de Foa, Mafai e Reichlin et Celestina vicino alle concerie in riva al fiume de Michel Garneau.
En 2008, il est dirigé par Peter Stein dans Les Démons, dans le rôle d'Aleksej Kirillov et en 2018 par la metteuse en scène Serena Sinigaglia dans Ivan, un monologue basé sur le roman Les Frères Karamazov.
En 2015, il est engagé pour le film Sangue del mio sangue, réalisé par Marco Bellocchio, dans le rôle de l'inquisiteur dominicain Cacciapuoti.
Toujours avec Bellocchio, Alesi participe en 2016 à Fais de beaux rêves, puis incarne en 2019 le juge Giovanni Falcone dans Le Traître (Il traditore), et le ministre de l'intérieur d'Aldo Moro Francesco Cossiga dans la mini-série Esterno notte.

## Filmographie

### Acteur

#### Cinéma
- 2000 : Pain, Tulipes et Comédie (Pane e tulipani) de Silvio Soldini : l'homme dans la voiture
- 2004 : Agata e la tempesta de Silvio Soldini : l'invité dans le studio de télévision
- 2004 : Te lo leggo negli occhi de Valia Santella :
- 2005 : Miracolo a Palermo! de Beppe Cino
- 2005 : E ridendo l'uccise de Florestano Vancini
- 2006 : Voyage secret de Roberto Andò : l'autiste
- 2006 : Le rose del deserto de Mario Monicelli
- 2007 : In memoria di me de Saverio Costanzo : Panella
- 2009 : Vincere de Marco Bellocchio : Riccardo Paicher
- 2009 : L'Heure du crime (La doppia ora) de Giuseppe Capotondi : Bruno
- 2010 : La passione de Carlo Mazzacurati : Pippo
- 2012 : Venir au monde (Venuto al mondo) de Sergio Castellitto :
- 2012 : Il comandante e la cicogna (it) de Silvio Soldini : l'agent immobilier
- 2012 : Piazza Fontana (Romanzo di una strage) de Marco Tullio Giordana : Guido Giannettini
- 2015 : Sangue del mio sangue de Marco Bellocchio : Cacciapuoti
- 2016 : Fais de beaux rêves (Fai bei sogni) de Marco Bellocchio : Simone
- 2017 : L'Ordre des choses (L'ordine delle cose) d'Andrea Segre : le ministre
- 2019 : Le Traître (Il traditore) de Marco Bellocchio : le juge Giovanni Falcone
- 2020 : Le Poète et le Dictateur (Il cattivo poeta) de Gianluca Jodice : Achille Starace
- 2021 : La scuola cattolica de Stefano Mordini : Davide Rummo
- 2002 : La stranezza de Roberto Ando : le père
- 2023 : L'Enlèvement (Rapito) de Marco Bellocchio : Momolo Mortara
- 2024 : Cabrini d'Alejandro Monteverde
- 2024 : Lettres siciliennes (Iddu) de Fabio Grassadonia et Antonio Piazza
- 2025 : Duse de Pietro Marcello

#### Télévision
- 2013 : Altri tempi (téléfilm) de Marco Turco : l'avocat Vaccari
- 2019 : La porta rossa de Carmine Elia
- 2022 : Solo per passione - Letizia Battaglia fotografa (téléfilm) de Roberto Ando : Vittorio Nistico
- 2022 : Esterno notte (mini-série) de Marco Bellocchio : Francesco Cossiga

## Théâtre
- La Mouette de Tchekhov, mise en scène de Eimuntas Nekrosius (2002)
- Natura morta in un fossoé de Fausto Paravidino, mise en scène de Serena Sinigaglia (2002)
- Il Grigio de Giorgio Gaber, mise en scène de Serena Sinigaglia (2004)
- Edeyen de Letizia Russo, mise en scène de Fausto Russo Alesi (2005)
- Le Silence des communistes, mise en scène de Luca Ronconi (2006)
- Fahrenheit 451, mise en scène de Luca Ronconi (2007)
- Nel bosco degli spiriti, mise en scène de Luca Ronconi (2008)
- Le Songe d'une nuit d'été , mise en scène de Luca Ronconi (2008)
- Le Marchand de Venise , mise en scène de Luca Ronconi (2009)
- Le 20 novembre de Lars Norén, mise en scène de Fausto Russo Alesi (2009)
- Les Démons de Dostoïevski, mise en scène de Peter Stein (2010)
- Nathan le Sage Lessing, mise en scène de Carmelo Rifici (2011)
- La modestia de Rafael Spregelburd, mise en scène de Luca Ronconi (2012)
- Sainte Jeanne des Abattoirs de Brecht, mise en scène de Luca Ronconi (2012)
- Noël chez les Cupiello d'Eduardo De Filippo, mise en scène de Fausto Russo Alesi (2012)
- Cuore di cactus d'Antonio Calabrò (2013)
- Célestine là-bas près des tanneries au bord de la rivière de Fernando de Rojas, mise en scène de Michel Garneau (2014)
- Paroles Divines de Ramón Maria del Valle-Inclán, mise en scène de Damiano Michieletto (2015)
- Smith & Wesson d'Alessandro Baricco, mise en scène de Gabriele Vacis (2016)
- Phèdre de Sénèque, mise en scène de Carlo Cerciello (2016)
- La Cerisaie d'Anton Tchekhov, sous la direction de Valter Malosti (2016)
- Ivan librement adapté des Frères Karamazov de Dostoïevski, mise en scène de Serena Sinigaglia (2017)
- Journey of Enea d'Olivier Kemeid, mise en scène d'Emanuela Giordano (2017)
- Pending Judgment, mise en scène de Roberto Andò (2017)
- Disgraced d'Ayad Akhtar, mise en scène de Martin Kušej (2017)
- Regina Madre de Manlio Santanelli, mise en scène de Carlo Cerciello (2018)
- Macbeth de Shakespeare, mise en scène de Serena Sinigaglia (2018)

## Prix et reconnaissances
- Prix Ubu, meilleur acteur de moins de 30 ans (2002)
- Prix Ubu, meilleur second rôle masculin (2009)
- Prix Ubu, meilleur acteur dans un second rôle (2012)
- Prix Landieri (2014)
- Gobbo d'oro, Festival du film de Bobbio (2019)